# Cinema èpic
El cinema èpic és un gènere cinematogràfic en el qual les pel·lícules solen ser grans produccions amb una temàtica normalment dramàtica. El nom deriva de les grans històries i personatges de la novel·la èpica, i normalment s'empra per parlar de pel·lícules anomenades de capa i espasa, encara que també se sol fer ús del terme quan es parla dels grans westerns.
El terme "èpic" es refereix a pel·lícules de llarga durada, que sovint centren la seva trama en temps de guerra o de conflictes i que solen incloure un ampli espai de temps. Se sol fer ús d'un escenari històric, encara que també es pot fer ús d'una ubicació de ficció. Normalment, les pel·lícules èpiques centren la seva trama en la consecució d'una sèrie de fites o recerca, les quals han de ser assolides per un heroi o per un grup de persones.
Aquest gènere de pel·lícules va assolir el seu cim en les dècades dels anys 1950 i 60, quan Hollywood col·laborava habitualment amb estudis cinematogràfics estrangers (per exemple, els estudis italians de Cinecittà) per fer servir escenaris exòtics en països com Espanya o Marroc. Aquest boom de les pel·lícules èpiques es considera que va acabar després de la punxada que va suposar la pel·lícula Cleopatra (1963), tot i que encara avui en dia es continuen produint pel·lícules d'aquest gènere.
Algun dels directors de més èxit d'aquest gènere han estat David Lean, Sergio Leone, John Ford, William Wyler, George Lucas, Steven Spielberg, Werner Herzog, Cecil B. DeMille o David W. Griffith
En la 78a gala de lliurament dels premis de l'acadèmia es va retre un homenatge a aquest gènere de pel·lícules amb la projecció d'un muntatge en el qual apareixien algunes de les pel·lícules èpiques més famoses de la història.
Entre elles, en podem recordar algunes com: 
- King Kong (1933)
- Allò que el vent s'endugué (1939)
- Stagecoach (1939)
- El màgic d'Oz (1939)
- L'espectacle més gran del món  (1952)
- La túnica sagrada (1953)
- Centaures del desert
- Els Deu Manaments  (1956)
- El pont sobre el riu Kwai (1957)
- Ben Hur (1959)
- Spartacus (1960)
- Els canons de Navarone (1961)
- La conquesta de l'oest (1962)
- Lawrence d'Aràbia (1962)
- El dia més llarg (1962)
- Cleopatra (1963)
- La gran evasió (1963)
- Doctor Givago (1965)
- Somriures i llàgrimes (1965)
- 2001: Una odissea a l'espai (1968)
- Guerra i pau (1968)
- La trilogia de El Padrí (1972 - 1990)
- La saga de La guerra de les galàxies (1977 - 2005)
- Apocalypse Now (1979)
- Gandhi (1982)
- Passatge a l'Índia (1984)
- Ballant amb llops (1990)
- La llista de Schindler (1993)
- Braveheart (1995)
- Titanic (1997)
- Saving Private Ryan (1998)
- Gladiator (2000)
- La trilogia cinematogràfica dEl Senyor dels Anells (2001 - 2003)
- "300" (2007)